# Heinz Kördell
Heinz Kördell conocido como Heiner (Wanne-Eickel, 8 de enero de 1932 - 2 de octubre de 2020) fue un futbolista alemán campeón de Alemania con el FC Schalke 04 en 1958.

## Carrera

### Clubes
Kördell, hijo de un minero, fue considerado un verdadero "escudero". Comenzó a jugar fútbol en el SpVgg Röhlinghausen y fue ascendido al primer equipo del club deportivo del distrito de Herne en 1950.
En 1956 fue fichado por el club de la Bundesliga FC Schalke 04. Dos años más tarde ganó el campeonato de Alemania Occidental como mediocampista ofensivo (llamado medio delantero en ese momento) y el 18 de mayo de 1958 su equipo se convirtió en el hasta ahora último campeonato alemán del club. Una vez descubierto por Ernst Kuzorra, después de seis temporadas en las que había marcado diecinueve goles en 103 partidos de liga, Kördell pasó a su rival de liga Schwarz-Weiß Essen en 1962, para el que, tras fundar la Bundesliga, también jugó una temporada en la Regionalliga West de segunda categoría. Para el equipo disputó diecinueve partidos de liga regional en la temporada 1963/64, marcó dos goles y cerró esta temporada con el equipo como cuadro trece.
Desde 2001, Kördell fue miembro del comité honorario del FC Schalke 04.

### Selección nacional
Jugó su único partido internacional con la DFB el 28 de diciembre de 1958 en el El Cairo (en la segunda mitad para Karl Mai) en la derrota 1:2 contra Egipto.